# جلين دوبين
غلين راسل دوبين (Glenn Russell Dubin)، المولود في 13 أبريل 1957، هو ملياردير أمريكي ومدير لصناديق تحوط. يشغل منصب المدير الرئيسي لشركة دوبين وشركاه (Dubin & Co. LP)، وهي شركة استثمارية خاصة. يُعتبر دوبين أحد المؤسسين لشركة "هاي بريدج كابيتال مانجمنت"، وهي شركة متخصصة في إدارة الأصول البديلة ومقرها مدينة نيويورك. بالإضافة إلى ذلك، يُعد دوبين عضوًا مؤسسًا في مجلس إدارة مؤسسة "روبن هود"، التي تعمل على مكافحة الفقر ودعم البرامج الاجتماعية.

## السنوات الآولى من الحياة
وُلد غلين راسل دوبين في عائلة يهودية تنتمي إلى الطبقة المتوسطة في منطقة واشنطن هايتس الواقعة في الجزء العلوي من مانهاتنبمدينة نيويورك. وهو الابن الأكبر لوالديه هارفي وإديث دوبين. كان والده، هارفي (1926-2011)، ذا أصول يهودية روسية، يعمل في بداية حياته سائقًا لسيارة أجرة، ثم انتقل لاحقًا إلى مجال تصنيع الملابس. أما والدته، إديث (1928-2019)، فهي مهاجرة يهودية نمساوية عملت في مجال إدارة المستشفيات، حيث لعبت دورًا رئيسيًا في هذا القطاع.
تلقى غلين دوبين تعليمه الابتدائي في المدرسة العامة P.S. 132 في واشنطن هايتس، ثم التحق بجامعة ستوني بروك (Stony Brook University)، حيث تخرج عام 1978 بدرجة البكالوريوس في الاقتصاد. خلال دراسته الجامعية، كان عضوًا في فريق كرة القدم بالجامعة، بالإضافة إلى نادي اللاكروس.
وفي مايو 2012، ألقى دوبين كلمة رئيسية في حفل تخرج جامعة ستونيبروك، حيث مُنح درجة دكتوراه فخرية في الأدب تكريمًا لإسهاماته البارزة في مجال المالية والأعمال الخيرية.

## الحياة المهنية
بدأ غلين دوبين مسيرته المهنية في مجال التمويل عام 1978 كوسيط أسهم تجزئة لدى شركة إي. إف. هاتون وشركاه. وخلال فترة عمله هناك، التقى بول تيودور جونز وعمل معه، مما شكل نقطة انطلاق مهمة في مسيرته المهنية في عالم التمويل.
في عام 1984، قام غلين دوبين وصديق طفولته هنري سويسا بتأسيس شركة دوبين وسويسا لإدارة رأس المال. كانت الشركة من أوائل الشركات المتخصصة في صناديق الاستثمار التي تعتمد على بناء محافظ تحوط متعددة المديرين، مسترشدة بمبادئ نظرية المحفظة الحديثة.
في عام 2005، تغير اسم الشركة إلى كوربين كابيتال بارتنرز (Corbin Capital Partners)، حيث لم يعد دوبين وسويسا يشاركان في الإدارة اليومية للشركة. ويُقال إن الاسم الجديد مستوحى من تقاطع في منطقة واشنطن هايتس، حيث التقى المؤسسان لأول مرة عندما كانا في الخامسة من عمرهما.
في عام 1992، أسس غلين دوبين وهنري سويسا شركة هاي بريدج كابيتال مانجمنت برأس مال قدره 35 مليون دولار، مُسميين الشركة على اسم القناة المائية التي تعود إلى القرن التاسع عشر والتي تربط بين منطقة واشنطن هايتس وبرونكس.
وفي أواخر عام 2004، قامت شركة جي. بي. مورغان لإدارة الأصول، وهي قسم من بنك جي بي مورجان تشيس، بشراء حصة أغلبية في شركة هاي بريدج مقابل 1.3 مليار دولار.
بين عامي 2004 و2007، نمت شركة هاي بريدج كابيتال مانجمنت لتصل إلى أكثر من 35 مليار دولار في الأصول المدارة. وفي عام 2006، استثمرت هاي بريدج كجزء من مشروع مشترك في مجموعة لويس دريفوس، بهدف تعزيز وصولها إلى أسواق الطاقة وزيادة قدرتها على التحكم في عمليات تسليم الطاقة ضمن أسواق التداول.
في يوليو 2009، أكملت شركة جي. بي. مورغان لإدارة الأصول شراء الحصة المتبقية تقريبًا من أسهم شركة هاي بريدج كابيتال مانجمنت. وبعد عملية الشراء، استمر غلين دوبين في منصب الرئيس التنفيذي لشركة هاي بريدج.
في أكتوبر 2012، تم الإعلان عن أن غلين دوبين، وبول تيودور جونز وتيموثي باراكت كانوا من بين مجموعة من المستثمرين الذين قاموا بشراء عمليات الطاقة التجارية التي كانت تُسمى حينها "لويس درايفوس هاي بريدج إنرجي"؛ حيث تم تغيير اسم الشركة لاحقًا إلى "كاسلستون كوميوديتز إنترناشونال".
في عام 2013، أسس غلين دوبين شركة "إنجينيرز غيت مانجر" (Engineers Gate Manager LP) المتخصصة في التداول الكمي. تتخذ الشركة، بالإضافة إلى مكتب عائلة دوبين، من منطقة هادسون ياردز (Hudson Yards) في نيويورك مقرًا رئيسيًا لها.
في عام 2015، استحوذت شركة كاسلستون كوميوديتز إنترناشونال (CCI) على قسم تجارة النفط العالمي في مورجان ستانلي، مما أسس لإحدى أكبر شركات تجارة الطاقة المستقلة في العالم. تولى غلين دوبين منصب الرئيس غير التنفيذي لمجلس الإدارة، ولا يزال عضوًا في المجلس ويمثل المساهم الرئيسي في الشركة.
في يناير 2020، أعلن غلين دوبين عن تقاعده من صناعة صناديق التحوط بعد أربع عقود من العمل في هذا المجال، ليخصص وقته للاستثمار الخاص والأعمال الخيرية من خلال مكتب عائلته، دوبين وشركاه.

## الأعمال الخيرية
في عام 1987، طُلب من غلين دوبين الانضمام إلى صديقه وزميله في إدارة صناديق التحوط بول تيودور جونز وبيتر بورش في مشروع خيري مبتكر كان جونز قد تصورها وبدأها. وقد أسفرت هذه المبادرة عن تأسيس مؤسسة روبن هود، التي تمكنت من جمع وتوزيع أكثر من 3 مليارات دولار لمكافحة الفقر في مدينة نيويورك.
شغل دوبين عضوية مجلس إدارة المؤسسة منذ تأسيسها، وكان رئيسًا سابقًا للمجلس، ويشغل حاليًا مقعدًا في اللجنة الفرعية للوظائف والأمن الاقتصادي.
في عام 2010، أسس غلين دوبين "زمالة دوبين للقادة الصاعدين" في مركز القيادة العامة التابع لمدرسة هارفارد كينيدي، وهو مركز أكاديمي للبحث في القيادة العامة، بتبرع قدره 5 ملايين دولار. وكان دوبين قد بدأ علاقته مع المدرسة قبل عامين من ذلك عندما ألقى كلمة أمام طلابها.
توفر الزمالة منحًا دراسية تشمل الرسوم الدراسية لعدد يصل إلى عشرة طلاب سنويًا. بالإضافة إلى ذلك، يشغل دوبين منصب عضو في اللجنة التنفيذية لعمداء مدرسة كينيدي.
في عام 2010، تبرعت عائلة دوبين بمبلغ 4.3 مليون دولار لجامعة ستوني بروك من أجل إنشاء "مركز دوبين للأسرة للأداء الرياضي" في مجمع الرياضات الداخلية بالجامعة. وفي عام 2015، قدمت العائلة تبرعًا قدره 5 ملايين دولار لتمويل إنشاء "مرافق التدريب الداخلية" في جامعة ستونيبروك، والتي تم افتتاحها في عام 2020.
يعد غلين دوبين أحد أمناء صندوق مركز جبل سيناء الطبي. في عام 2010، قام هو وزوجته بتمويل "مركز دوبين للثدي" في معهد تيش للسرطان في جبل سيناء، بهدف توفير رعاية شاملة ومتكاملة للثدي في بيئة تركز على المريض. يُدير المركز متعدد التخصصات الدكتورة إليسا بورت (Dr. Elisa Port).
في 19 أبريل 2012، وقع غلين دوبين وزوجته إيفا على "تعهد العطاء" (The Giving Pledge) الذي أطلقه بيل جيتس ووارن بافيت. يلتزم هذا التعهد بتخصيص ما لا يقل عن 50% من ثروتهم للأعمال الخيرية خلال حياتهم.

## التبرعات السياسية
يُعرف غلين دوبين بتبرعاته للأسباب الديمقراطية، حيث تبرع بمبلغ 75,000 دولار في عام 2019. وقد قدم تبرعات لحملات الانتخابات البرلمانية لعدد من المرشحين الديمقراطيين، مثل أبيجايل سبانبرجر، وجيل سيسنيروس، وماكس روز، ودان مكريدي، وإلين لوريا. كما تبرع بمبلغ 1,000 دولار لكل من الحملات الرئاسية للديمقراطيين ستيف بولوك ومايكل بينيت. وحصل بيت بوتيجيج على تبرع قدره 2,800 دولار من دوبين.
في عام 2023، تبرع دوبين بمبلغ 100 ألف دولار للجنة العمل السياسي "سوبر باك" وتبرع لحملة راماسوامي.

## الحياة الشخصية
تزوج غلين دوبين من الطبيبة إيفا أندرسون دوبين في عام 1994، ولديهما ثلاثة أطفال. وقد شاهد غلين إيفا لأول مرة في صورة لها في قسم "بيج سيكس" بصحيفة نيويورك بوست، حيث كانت تظهر في صورة عارضة أزياء.
يعيش آل دوبين في مانهاتن ويملكون ممتلكات في مقاطعة غونيسون في كولورادو وكذلك في السويد.

## دوبين وجيفري إبستاين
هناك عدة علاقات بين غلين دوبين وجيفري إبستين. استثمر إبستين ملايين الدولارات في صندوق التحوط الذي يديره دوبين وساعد جي. بي. مورغان في الاستحواذ على شركته. كان إبستين قد واعد زوجة دوبين، إيفا أندرسون، لمدة تقارب العقد من الزمن ابتداءً من الثمانينات، واستمرت العلاقة الودية بين العائلة ودوبين وإبستين، بما في ذلك بعد اعتقال إبستين في عام 2006 بتهم تهريب البشر لأغراض جنسية. في شهادتها ضمن الدعوى المدنية التي رفعتها فرجينيا جيوفري ضد جيسلين ماكسويل في عام 2015، أفادت جوفري بأن ماكسويل أمرتها بـ "ممارسة الجنس مع غلين دوبين" وآخرين. لم تُذكر أي تفاصيل حول ما فعلته جوفري فعلاً.